# Sørarnøy
Sørarnøy est un village de pêcheurs de l'île de Sør-Arnøya dans le comté de Nordland, en Norvège.

## Géographie
Administrativement, Sørarnøy fait partie de la kommune de Gildeskål.